# Circonscription Woreda 26-27
La circonscription Woreda 26-27 est une des 23 circonscriptions législatives de la ville-région d'Addis-Abeba. Sa représentante actuelle est Semegn Wube Hayle.